# Olde Fort Erie
Fort Erie var en brittisk fästning som byggdes åren efter Sjuårskriget, då fransmännen fått lämna Nya Frankrike till britterna. Den var belägen söder om staden Fort Erie i Ontario. Fort Erie användes som hamn för skepp som transporterade varor, trupper och passagerare över Eriesjön till den övre delen av Stora sjöarna.
Under 1812 års krig förstördes fästningen av amerikanerna innan de drog sig tillbaka till Buffalo inför vintern, se belägringen av Fort Erie.
Under 1930-talet återuppbyggdes fästningen, som blivit en turistattraktion, och den 28 juni 1985 utfärdade Canada Post ett frimärke med Fort Erie-motiv på ett av 20 frimärken i serien "Forts Across Canada Series" (1983 & 1985).